# نواف سالم الشمري
المخرج نواف سالم الشمري مخرج كويتي تخرج من جامعة يوتا في الولايات المتحدة الأمريكية ... أخرج العديد من المسلسلات والبرامج الكوميدية مثل : فضائيات مع داوود حسين وانتصار الشراح و سينمائيات مع عبد العزيز المسلم و مسرحيات 2000 مع طارق العلي كما أخرج مسلسلا كرتونيا وهو قطعة 13 وهو أول مسلسل كرتوني كويتي وبرنامج فوق تحت وريموت كونترول مع عبد الناصر درويش كما أخرج الجزء الأول من برنامج واي فاي لل إم بي سي... وسناب آت مع أحمد العونان وهيا الشعيبي ... وفي 2018 أخرج ثلاثية أفلام تلفزيونية بعنوان ( مسرح الجريمة ) فيلم 8/2 .. وفيلم الدقة .. وفيلم الجنطة .. برنامج كوميدي بعنوان ( محطات )
و سينمائيات 2020
آخر أعماله كان المسلسل الكرتوني شارع 13 الموسم الأول والثاني .. والبرنامج الكوميدي محطات 23 مع الفنان أحمد العونان
آخر أعماله السينمائية .. فيلم بابو لو سكراب مع أحمد العونان وسلطان الفرج  ومن السعودية عبدالعزيز السكيرين وأحمد الشويل وراشد المدهش
019.

## الأعمال الإخراجية

### المسلسلات والبرامج
- دليل التلفزيون 1995 - 1996 .. لسة فاكر .. قطنة والذيب .. جب يا بحر .. يا سعود .. السنعوسي .. يا زمان
- فضائيات 1997 - الجائزة البرونزية لأفضل عمل في مهرجان القاهرة التلفزيوني
- سينمائيات 1998 - الجائزة الذهبية لأفضل عمل في مهرجان القاهرة - والجائزة الذهبية في مهرجان الخليج العربي
- مسرحيات 2000
- قطعة 13 (بأجزائه الثلاثة) 2000-2001-2002
- محطات (سهرة تلفزيونية) 2000 - الجائزة الفضية لأفضل عمل في مهرجان القاهرة التلفزيوني
- فوق تحت - U-Turn سنة 2003
- قطوطة وكلوب (مسلسل كرتوني عرض في تلفزيون الراي) 2004
- ريموت كنترول عرض على تلفزيون دبي 2005
- عيال الفريج ( مسلسل كرتوني ) عرض على قناة الدوري والكاس القطرية 2006
- تيك-تو عرض على قناة سكوب سنة 2007
- غطاية وغناية 2009 - الجائزة البرونزية لأفضل فوازير في مهرجان الإعلام العربي في الأردن 2010
- بي بي  2011.
- واي فاي 2012. ( الجزء الأول )
- سناب ات 2016.

أفلام تلفزيونية ( تيلي فيلم  ل تلفزيون الكويت 2018 .. ولأول مرة في الخليج إضافة نسخة خاصة مع تقنية الوصف الصوتي للمكفوفين :
- تيلي فيلم .. مسرح الجريمة .. 8\2
- تيلي فيلم .. مسرح الجريمة .. الدقًة

الجائزة الفضية لأفضل تيلي فيلم في مهرجان تونس للتلفزيون 2019
- تيلي فيلم .. مسرح الجريمة .. الجنطة
- البرنامج الكوميدي (محطات) الموسم الأول 2019
- سينمائيات 2020

- المسلسل الكرتوني .. شارع 13

الموسم الأول ( 2022 )
- المسلسل الكرتوني .. شارع 13

الموسم الثاني ( 2023 )
- البرنامج الكوميدي .. محطات 23 .. ( 2023 )
- الفيلم السينمائي ( بابولو سكراب ) ... قريباً
- الفيلم السينمائي ( عصابة الكلاب ) .. صيف 2025

### الفيديو كليب
- ( تغيرنا ) نبيل شعيل - الجائزة الذهبية لأفضل كليب في مهرجان القاهرة التلفزيوني
- ( توك تجي ) عبد الله الرويشد - الجائزة الذهبية لأفضل كليب في مهرجان الخليج العربي
- ( هبانكو .. /  والله دنيا .. /  غرامك شي عجيب .. وا بويا ) فرقة ميامي
- أوبريت ( تبسمي يا كويت ) بمشاركة نخبة من المطربين والفنانين واللاعبين
- ( فمان الله يا مسافر ) راشد الماجد
- ( تناديني وأجي ملهوف ) .. سعد الفهد
- ( النشيد القدساوي ) .. ل قناة قدساوي
- ( الثلاثة ) .. ل قناة قدساوي
- ( حبيبي القدساوي ) .. ل قناة قدساوي
- ( أزرق أزيرق ) .. ل منتخب الكويت .. فرقة ميامي
- ( إهوا غير ) .. ل منتخب الكويت .. فرقة ميامي و بشار الشطي
- ( راجع ) .. ل عبدالكريم عبدالقادر